# Новые Шальвиры
Новые Шальвиры (рум. Șalvirii Noi, Шалвирий Ной) — село в Дрокиевском районе Молдавии. Наряду с сёлами Паланка и Новая Холошница входит в состав коммуны Паланка.

## География
Село расположено на высоте 184 метров над уровнем моря.

## Население
По данным переписи населения 2004 года, в селе Новые Шальвиры проживает 397 человек (201 мужчина, 196 женщин).
Этнический состав села:
| Национальность | Число жителей | Процентный состав |
| -------------- | ------------- | ----------------- |
| молдаване      | 362           | 91.18             |
| украинцы       | 35            | 8.82              |
| Всего          | 397           | 100%              |